# Kosta Barbarouses
Kosta Barbarouses, né le 19 février 1990 à Wellington, est un footballeur international néo-zélandais d'ascendance grecque évoluant au poste d'attaquant, auparavant sur le côté droit et désormais en pointe au Western Sydney Wanderers.

## Biographie

### En club
Barbarouses fait ses débuts professionnels avec le Wellington Phoenix le 21 octobre 2007 contre les Central Coast Mariners, en entrant à la 86e minute de jeu. Il joue son premier match professionnel complet contre les Central Coast Mariners le 19 janvier 2008. 
Barbarouses marque son premier but professionnel le 18 janvier 2009 contre Adelaide United. Il marque son deuxième but en A-League contre le Sydney FC le 1er novembre 2009.

### En équipe nationale
Avec les moins de 17 ans, il participe à la Coupe du monde des moins de 17 ans en 2007. Lors du mondial junior organisé en Corée du Sud, il joue trois matchs : contre le Brésil, l'Angleterre, et la Corée du Nord.
Il joue son premier match en équipe de Nouvelle-Zélande le 19 novembre 2008, contre les Fidji (défaite 0-2). Il inscrit son premier but le 23 mai 2012, contre le Salvador (score : 2-2).
Retenu pour disputer les Jeux olympiques d'été de 2012 qui se déroulent à Londres, il joue trois rencontres lors du tournoi olympique : contre la Biélorussie, l'Égypte, et le Brésil.
Il participe ensuite avec l'équipe de Nouvelle-Zélande à la Coupe des confédérations 2017 organisée en Russie. Il joue trois matchs lors de ce tournoi : contre le pays organisateur, le Mexique, et le Portugal.

## Palmarès
- Vainqueur de la Coupe d'Océanie en 2008 et 2016 avec l'équipe de Nouvelle-Zélande
- Champion d'Australie en  2015 et 2018 avec le Melbourne Victory
- Vainqueur de la Coupe d'Australie en 2015 avec le Melbourne Victory